# Mondnacht (Kurzgeschichte)
Mondnacht (chinesisch 月夜 / 月夜, Pinyin Yuèyè) ist eine Science-Fiction-Kurzgeschichte des chinesischen Schriftstellers Liu Cixin, zuerst veröffentlicht im Januar 2009. Eine englische Übersetzung von Ken Liu erschien als nachträgliche Erweiterung in der Sammlung To Hold Up the Sky (jedoch nicht in der ursprünglichen Variante Hold Up the Sky). Eine deutsche Übersetzung von Karin Betz erschien am 9. März 2020 in der Anthologie Zerbrochene Sterne, herausgegeben vom Heyne Verlag.

## Handlung
Beim ersten Anblick von Shanghai im Mondlicht, erhält der Protagonist einen Anruf von sich selbst aus dem Jahr 2123. Die Nutzung von fossilen Energieträgern wie Kohle und Erdöl hat die Polkappen schmelzen lassen. Shanghai ist inzwischen überflutet. Der zukünftige Protagonist schickt dem gegenwärtigen Protagonisten eine Mail mit einer neu entwickelten Technologie, um Ackerland über das in der Erde enthaltene Silizium in riesige Flächen von Solarzellen umzuwandeln, und legt auf. Einige Minuten später erhält der Protagonist einen zweiten Anruf von sich selbst aus dem Jahr 2119. Die Nutzung von Ackerland zur Energiegewinnung hat zwar funktioniert, jedoch eine verheerende Hungersnot heraufbeschworen. Der zukünftige Protagonist schickt dem gegenwärtigen Protagonisten eine weitere Mail mit einer neu entwickelten Technologie, um die Erdwärme zur Energiegewinnung zu nutzen, und legt erneut auf. Einige Minuten später erhält der Protagonist einen dritten und letzten Anruf von sich selbst aus dem Jahr 2125. Die Energiegewinnung aus der Erdwärme schwächte langsam das Magnetfeld der Erde und ließ tödliche UV-Strahlung von der Sonne bis zur Erdoberfläche vordringen. Sämtliche Städte sind inzwischen unterirdisch gebaut worden und ein Betreten der Erdoberfläche ist nur mit einem Schutzanzug möglich. Der zukünftige Protagonist verlangt vom gegenwärtigen Protagonist die Löschung beider vorheriger Mails und legt dann auf. Der Protagonist kommt dem nach und schaut anschließend wieder zum aufgehenden Mond hinauf bei dem Gedanken, dass letztendlich überhaupt nichts passiert ist.